# Майкельсон (лунный кратер)
Кратер Майкельсон (лат. Michelson) — большой древний ударный кратер в экваториальной области обратной стороны Луны. Название присвоено в честь американского физика Альберта Абрахама Майкельсона (1852—1931)  и утверждено Международным астрономическим союзом в 1970 г. Образование кратера относится к нектарскому периоду .

## Описание кратера
Ближайшими соседями кратера Майкельсон являются кратер Григг на северо-западе; кратер Кольхерстер на северо-востоке и кратер Герцшпрунг на юго-западе. На юго-востоке от кратера находится цепочка кратеров Майкельсона. Селенографические координаты центра кратера 6°43′ с. ш. 121°33′ з. д. / 6,72° с. ш. 121,55° з. д., диаметр 123,1 км, глубина 2,9 км.
Кратер Майкельсон имеет полигональную форму, значительно разрушен за длительное время своего существования и покрыт породами выброшенными при образовании Моря Восточного. Вал сглажен, по всему периметру кроме небольшого участка северной части отмечен кратерами различного размера. Высота вала над окружающей местностью достигает 1610 м, объем кратера составляет приблизительно 16000 км³. Дно чаши сравнительно ровное, испещрено множеством кратеров различного размера.
Местность вокруг кратера покрыта многочисленными цепочками кратеров от вторичных импактов при образовании Моря Дождей.

## Сателлитные кратеры

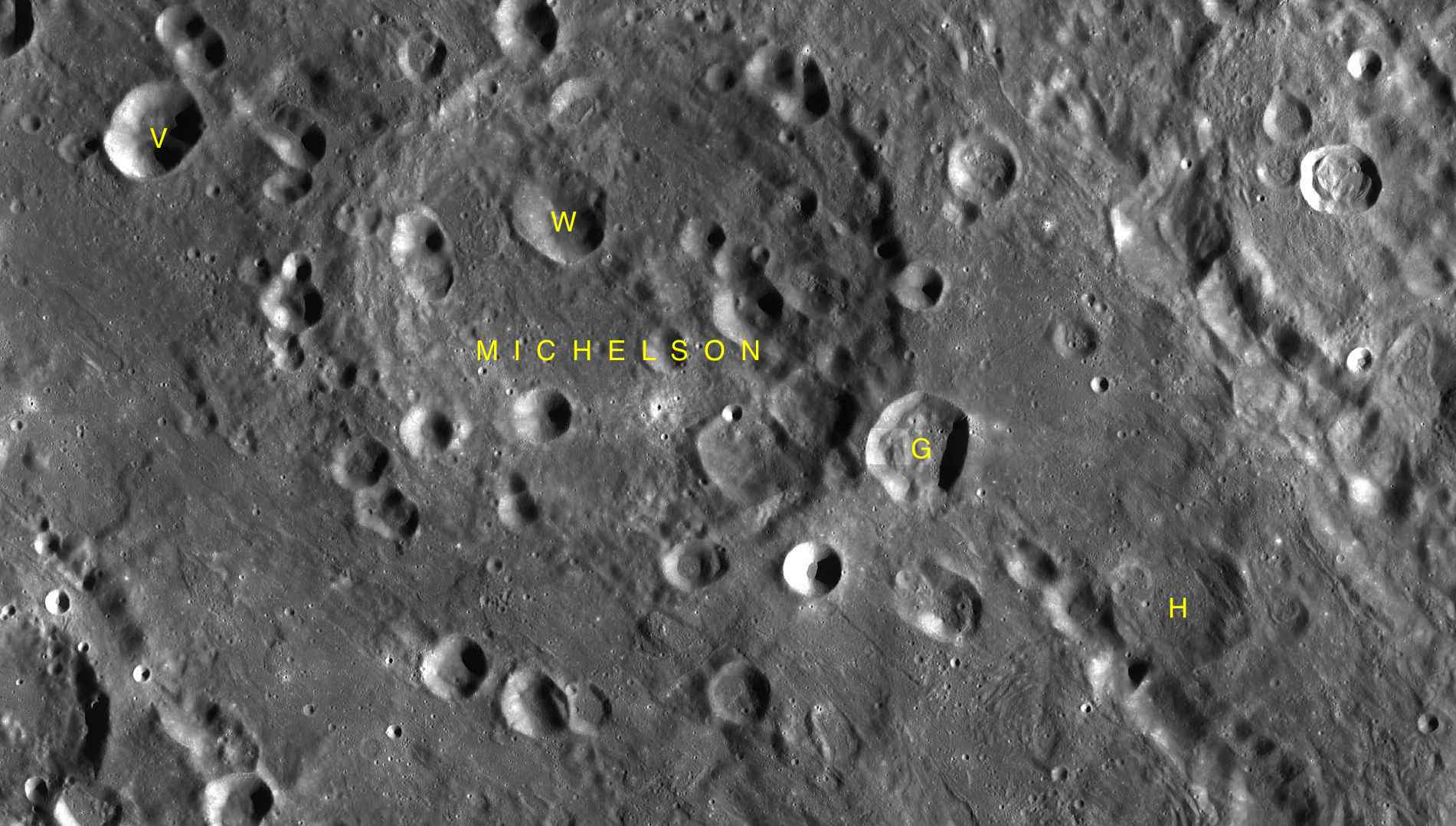
Фрагмент карты LAC-71.

| Майкельсон | Координаты                                            | Диаметр, км |
| ---------- | ----------------------------------------------------- | ----------- |
| G          | 5°30′ с. ш. 119°25′ з. д. / 5,5° с. ш. 119,41° з. д.  | 25,0        |
| H          | 4°21′ с. ш. 117°29′ з. д. / 4,35° с. ш. 117,48° з. д. | 30,4        |
| V          | 7°50′ с. ш. 125°06′ з. д. / 7,84° с. ш. 125,1° з. д.  | 23,5        |
| W          | 7°13′ с. ш. 122°04′ з. д. / 7,22° с. ш. 122,06° з. д. | 21,5        |

## См.также
- Список кратеров на Луне
- Лунный кратер
- Морфологический каталог кратеров Луны
- Планетная номенклатура
- Селенография
- Минералогия Луны
- Геология Луны
- Поздняя тяжёлая бомбардировка